# Cureggio
Cureggio  (Curegg en piémontais, Cürésc en lombard)  est une commune italienne de la province de Novare dans la région du Piémont en Italie. En 2020, sa population est de 2 596 habitants.

## Géographie
Cureggio est située à environ 90 kilomètres au nord-est de Turin et à environ 30 kilomètres au nord-ouest de Novare.

## Lieux et monuments
- Le baptistère San Giovanni Battista (it), édifice du XIIe siècle.
- L’église de Madonna della Neve a Marzalesco.
- La Riserva naturale orientata delle Baragge (it) dont fait partie la commune.

## Galerie de photographies

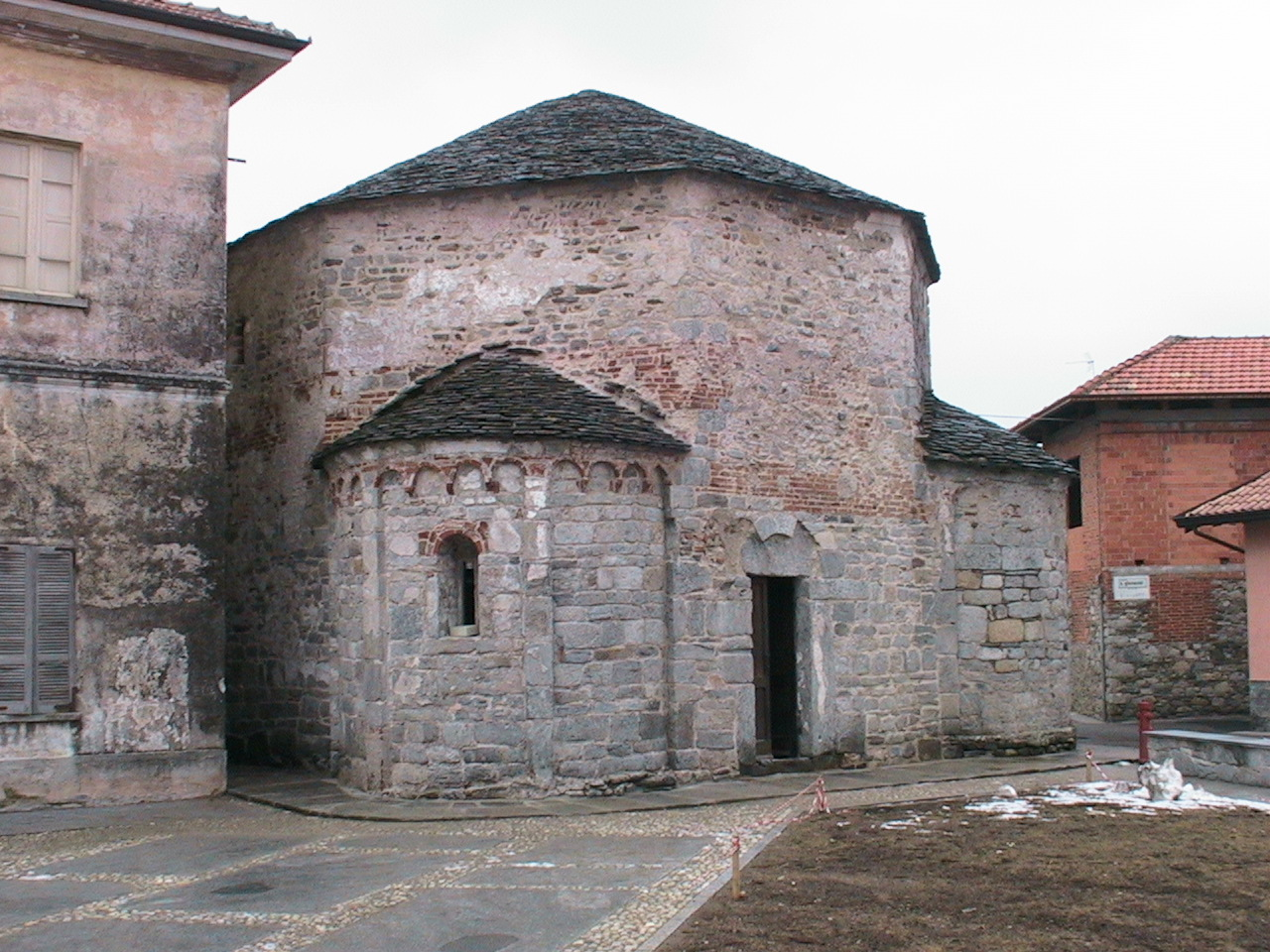
Vue du baptistère.
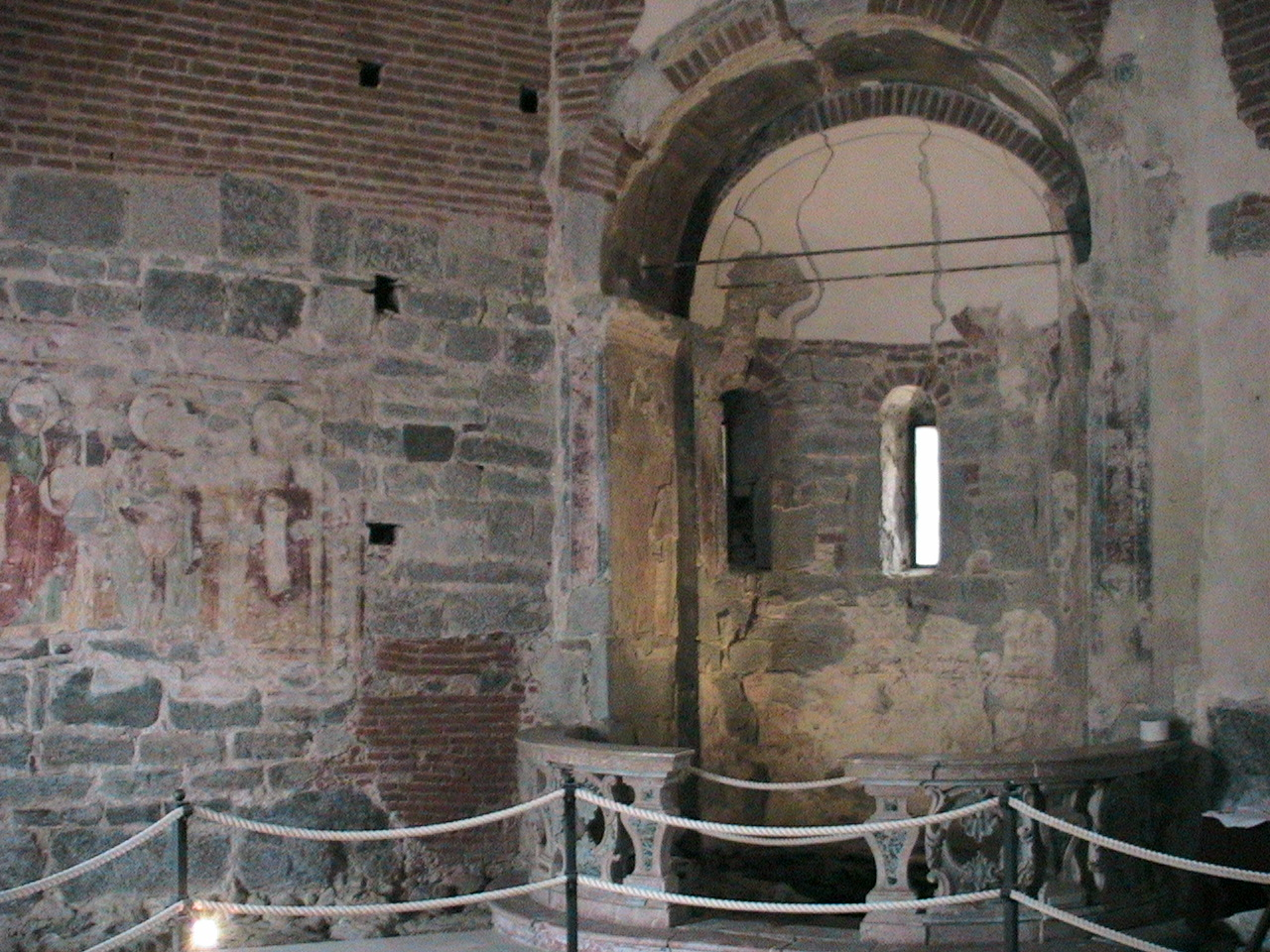
Intérieur du baptistère.
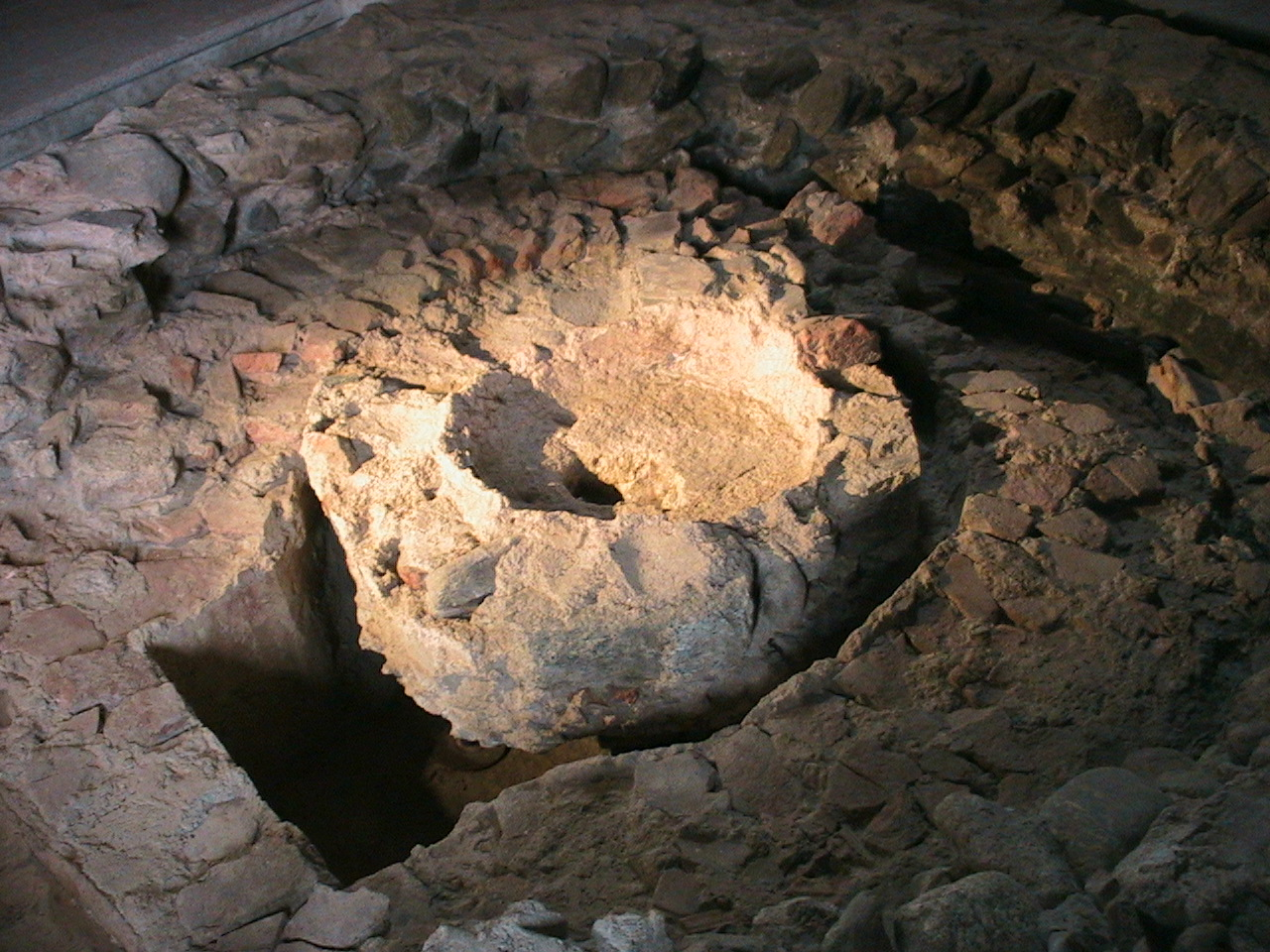
Intérieur du baptistère.

## Administration
| Période                                  | Période       | Identité             | Étiquette                          | Qualité |
| ---------------------------------------- | ------------- | -------------------- | ---------------------------------- | ------- |
| 8 juin 1985                              | 24 avril 1995 | Massimo Folpini      | Partito Socialista Italiano        |         |
| 24 avril 1995                            | 8 juin 2009   | Giuseppina Zaninetti | Liste civique                      |         |
| 8 juin 2009                              | 26 mai 1014   | Annalisa Beccaria    | Il Popolo della Libertà, Lega Nord |         |
| 26 mai 2014                              | en activité   | Angelo Barbaglia     | Liste civique                      |         |
| Les données manquantes sont à compléter. |               |                      |                                    |         |

### Hameaux
Cascine Enea, Marzalesco.

### Communes limitrophes
Boca, Borgomanero, Cavallirio, Fontaneto d'Agogna, Maggiora.